# José Roque Pérez
José Roque Pérez (Córdoba, Provincias Unidas del Río de la Plata, 15 de agosto de 1815 - Buenos Aires, 26 de marzo de 1871) fue un abogado masón argentino, que se destacó en la lucha contra las epidemias de fiebre amarilla en Buenos Aires, entre 1870 y 1871, y fundó la Gran Logia de la Argentina de Libres y Aceptados Masones, en 1857.

## Biografía

### Inicios
Comenzó sus estudios en su ciudad natal, pero los concluyó en 1826 en el Colegio de Ciencias Morales de Buenos Aires, debido al traslado de su familia. En la universidad se graduó de doctor en jurisprudencia en 1836, y de abogado en 1839.
Fue Defensor de Pobres en lo Civil y Censor en la Academia de Jurisprudencia. El gobernador Juan Manuel de Rosas lo despojó de este cargo al considerarlo sospechoso en sus vinculaciones políticas y lo condenaron al servicio de las armas. Gracias a la protección del Ministro de Relaciones Exteriores Felipe Arana, fue nombrado oficial de dicho ministerio. 
En 1844 fue nombrado Censor 1° de la Academia, puesto que conservó después de la batalla de Caseros y fue ascendido a oficial mayor.
En 1852, durante el gobierno de Vicente López y Planes se le confió el Ministerio de Relaciones Exteriores. Pero luego de la Revolución del 11 de septiembre de 1852, fue denunciado como simpatizante de Justo José de Urquiza, y tuvo que exiliarse en Montevideo, aunque al mes siguiente se le permitió regresar.
Se dedicó al Derecho Penal, materia en la que se destacó. Ocupó entonces los cargos de juez de primera instancia en lo criminal, profesor de Derecho Natural y de Gentes en la Universidad de Buenos Aires en 1857. Se le encomendó además la redacción del Código Penal.

### Fundación de la Gran Logia de la Argentina de Libres y Aceptados Masones
José Roque Pérez deseaba lograr que la masonería fomentara la unidad de la Nación, oponiéndose a Miguel Valencia, quien era unitario. En consecuencia, el 11 de diciembre de 1857 fundó la Gran Logia de la Argentina de Libres y Aceptados Masones, también conocida como la Gran Logia, que permitió la unión de las logias de Buenos Aires y de las provincias. Pérez fue elegido como Gran Maestre. Ocupó ese cargo entre 1857 y 1861, y entre 1864 y 1867.
Fundador del Grado 33° para la República Argentina, fue su primer Gran Comendador. En 1860 fue elegido convencional a la Asamblea Constituyente para reformar la Constitución. En 1866 fue miembro del Consejo de Instrucción Pública. En 1867 formó parte de la Comisión Parroquial de Catedral al Sud durante la epidemia de cólera.
Ocupó el cargo de director del Banco de la Provincia de Buenos Aires y de presidente de la Municipalidad de Buenos Aires. Y dirigió la Academia de Jurisprudencia en 1870.

## Lucha contra la fiebre amarilla y fallecimiento

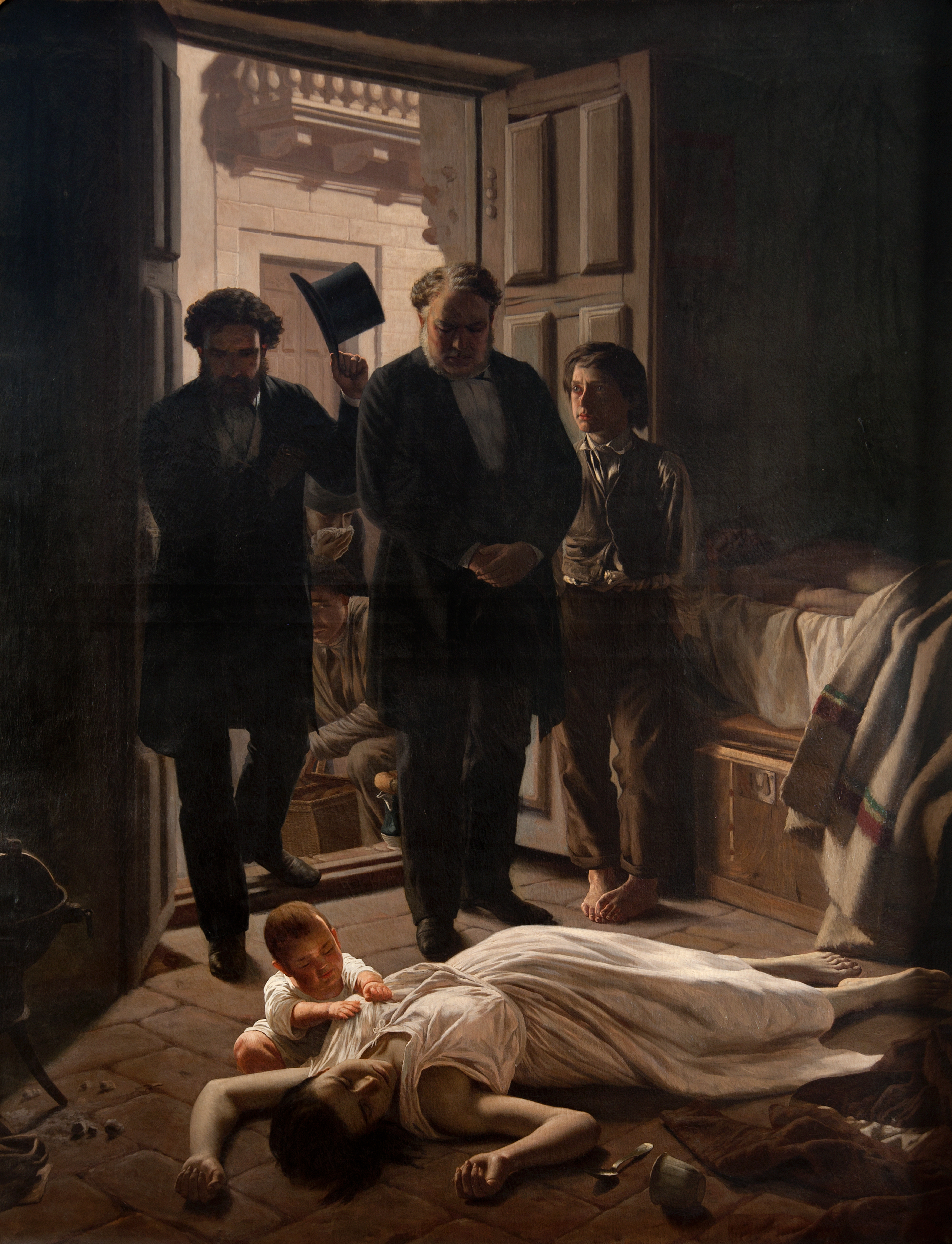
Episodio de la fiebre amarilla, óleo sobre tela de Juan Manuel Blanes. Se pueden observar a Roque Pérez en el centro y a Manuel Argerich, a su derecha, observando el cadáver de una joven.

Durante 1871 el 8% de los porteños falleció víctima de una epidemia de fiebre amarilla. En una ciudad donde en tiempos normales sólo moría un promedio de veinte personas por día, hubo días en los que murieron más de quinientas personas. La población, en su peor momento, se redujo a la tercera parte, debido al éxodo de quienes la abandonaban buscando escapar del flagelo. Las autoridades del gobierno nacional también huyeron.
Sin embargo Roque Pérez fue de los que se quedaron a ayudar a los que por la enfermedad o por no contar con medios económicos no pudieron irse. Por sus merecimientos fue elegido presidente de la Comisión Popular que se encargaría de tomar las medidas y de dar la ayuda necesaria para terminar con el flagelo. 
Como al asumir sabía que era muy probable que muriese contagiado, preparó su testamento. En efecto, el 24 de marzo de 1871, murió a consecuencia de la fiebre. 
Una pintura al óleo del uruguayo Juan Manuel Blanes, llamada Episodio de la fiebre amarilla, lo recuerda al mostrarlo ingresando en un hogar afectado por la epidemia y observando el cadáver de una joven, acompañado a su derecha por el doctor Manuel Argerich.

## Homenajes
Lleva su nombre la localidad bonaerense de Roque Pérez, cabecera del partido homónimo. 